# Slavko Kovačić (svećenik)
Slavko Kovačić (Kučiće kod Omiša, 1938.), hrvatski je bogoslov, katolički svećenik, crkveni povjesničar, publicist i arhivist.

## Životopis
Rodio se u Kučićima 1938. godine. U Splitu i Dubrovniku pohađao je klasičnu gimnaziju. 
Studirao je na trima fakultetima: Katoličkom bogoslovnom u Zagrebu, Filozofskom u Zadru te na Fakultetu crkvene povijesti na rimskoj Gregoriani. Ondje je magistrirao.
Pohađao je Vatikansku arhivističku školu na kojoj je postao diplomiranim arhivistom. Poslije je doktorirao na temu hrvatske crkvene povijesti na zagrebačkom KBF-u.
Predavao je na splitskoj teologiji na katedri za crkvenu povijest. Kad je utemeljen splitski KBF, ondje je predavao kao redovni profesor nekoliko predmeta: Latinski jezik u crkvenim tekstovima, Opću crkvenu povijest, Opću metodologiju znanstvenog rada, Povijest Crkve u Hrvata, Starokršćansku arheologiju te Staroslavenski jezik i glagoljaštvo. 
Na splitskoj je teologiji bio rektorom te dekanom na splitskom KBF-u.
Napisao je mnoštvo znanstvenih i publicističkih radova iz područja arhivistike, kritike i leksikografije. Popularizirao je znanost. Pisao je scenarije za HRT-ove dokumentarne filmove.

## Djela
Izbor
- Iz povijesti Makarske biskupije (1999.)[1]
- Kršćanstvo i Crkva u starom i srednjem vijeku (2004.)[2][3]
- Iz povijesti škola i odgojnih ustanova (2020.)[4][5]

## Vanjske poveznice
Mrežna mjesta
- Don Slavko Kovačić, službeno mrežno mjesto